# Oskar Sýkora
Oskar Sýkora (22. června 1929 Náchod – 13. října 2018 Halifax) byl česko-kanadský vědec a vysokoškolský pedagog v oboru stomatologie na McGillově univerzitě v Montréalu a Dalhausieově univerzitě v Halifaxu.

## Život
Po absolvování Jiráskova gymnázia v Náchodě v roce 1948 musel po komunistickém státním převratu s rodiči uprchnout do Kanady, aby se rodina vyhnula dalšímu politickému pronásledování jeho otce JUDr. Oskara Sýkory, významného náchodského advokáta a poslance Zemského národního výboru. Začal pracovat v textilní továrně v Montréalu, absolvoval večerní kurzy angličtiny a získal bakalářský titul. Poté pracoval jako zubní technik, získal certifikát Certified Dental Technician (CDT) a první cenu za nejlepší provinční umístění ve studiu dentální techniky, poté s vyznamenáním (magna cum laude) dokončil večerní magisterské studium na University de Montréal. V Kanadě se stal známým dvojitou doktorskou promocí v jediný den ve dvou oborech (stomatologii a historii), na dvou universitách ve dvou jazycích – v roce 1959 promoval na anglicko-mluvící McGill Univerzitě a obdržel diplom Doctor of Dental Surgery (DDS) a ocenění stomatologické fakulty "Lieutenant Governor Gold Medal" a odpoledne promoval na titul Ph.D. stupně na francouzsko-mluvící University de Montréal, Faculté des Lettres. Zde se setkal s kanadským premiérem Diefenbakerem a byl jím pozván, aby zastupoval Nové Kanaďany reprezentující různé segmenty kanadské společnosti na státní večeři pořádané generálním guvernérem Vincentem Masseyem pro anglickou královnu Alžbětu II. a jejího manžela prince Filipa na Dominion Day v sále Rideau v Ottawě.
Na McGill University se stal docentem stomatologie a byl jmenován jako Operating department practitioner (OPD) v Montreal General Hospital. V roce 1972 odešel z McGill University v Montrealu na Dalhousie University do Halifaxu, kde působil do svého důchodu jako profesor. Napsal 61 odborných článků přeložených do 6 jazyků, vydal 3 knihy, přednášel v 11 zemích světa. Do důchodu odešel z akademické kariéry i soukromé praxe jako profesor protetiky v roce 2002 ve věku 73 let po 43 letech služby.
Měl afinitu k technické stomatologii včetně materiálů a spolupracoval s Výzkumným ústavem stomatologickým (VÚS) v Praze a firmou DENTAL, konkrétně s ing. Josefem Dneboským, CSc. a ing. Jiřím Komrskou,CSc.
Jeho magnum opus je kniha Maritime Dental College and Dalhousie Faculty of Dentistry: A History, nejobsáhlejší historie dosud publikovaná na všech 10 zubních školách v Kanadě.
Oskar Sýkora byl členem redakční rady Quintessence of Dental Technology Yearbook, členem Canadian Academy of Prosthodontics, členem European Prosthodontic Association, byl jmenován spolupředsedou na vědeckém zasedání 4. evropské konference o léčbě totálního edentulismu, zastupoval Kanadu na prvním mezinárodním sympoziu o odnímatelných částečných protézách.
V roce 1999 byl oceněn členstvím v Academy Dentistry International (FADI) „jako uznání za úctyhodný příspěvek k rozvoji stomatologie po celém světě“.

## Osobní život
Oskar Sýkora byl ženatý s Christine Sykora, měl tři děti: syna Jana, dceru Claire a syna Christiana a vnoučata Erika, Niklase, Olivii, Avu a Sofii.
Dětství prožil v Náchodě. Rodný dům na Alšově ulici 952, který projektoval architekt Oldřich Liska, věnoval městu Náchod, aby v něm zachovalo mateřskou školu.
Jeho strýc JUDr. Vilém Sýkora, starosta Chrudimi a funkcionář Sokola, byl 8. října 1941 jako zatčen gestapem a 15. března 1942 zavražděn v koncentračním táboře v Osvětimi.
Jeho dědeček prof. Oldřich Sýkora nechal postavit v Chrudimi vilu, která je kulturní památkou.

## Další aktivity
Oskar Sýkora reprezentoval stomatologii v Association of Health Sciences, Archives & Museums of Nova Scotia.

## Ocenění za studium
- First prize for the highest provincial standing in the study of Dental Technology (První cena za nejvyšší provinční umístění ve studiu dentální technologie)
- Lieutenant Governor Gold Medal (Zlatá medaile guvernéra)